# Metoda navadne iteracije
Metóda navádne iterácije (navádna iterácijska metóda in redkeje metóda negíbne tóčke) je v matematiki preprosta in učinkovita numerična metoda za določanje negibnih točk funkcije. Negibna (fiksna) točka funkcije g je točka, v kateri je vrednost funkcije enaka podatku, torej:
{\displaystyle x=g(x)\,\!.}

## Potek postopka
Enačbo oblike x = g(x) rešimo po metodi navadne iteracije z naslednjim postopkom:
- Najprej si izberemo začetni približek {\displaystyle x_{0}\,\!}.
- Ta približek vstavimo v funkcijo in dobimo naslednji približek {\displaystyle x_{1}=g(x_{0})\,\!}.
- Na enak način izračunamo še nadaljnje približke: {\displaystyle x_{2}=g(x_{1}),~x_{3}=g(x_{2}),~\ldots ,~x_{n}=g(x_{n-1})\,\!}.
- Postopek končamo, ko smo zadovoljni z natančnostjo dobljenega približka.

Tako dobljeno zaporedje približkov konvergira k fiksni točki, če je v neki okolici fiksne točke odvod funkcije g po absolutni vrednosti manjši od 1 in če začetni približek leži v tej okolici.

## Zgled
Rešimo enačbo {\displaystyle x=\cos x\,\!} (kjer je x kot v radianih). Ker odvod funkcije po absolutni vrednosti nikoli ni večji od 1, je izbira začetnega približka precej poljubna. Izberimo npr. začetni približek 1. Po večkratnem izvajanju funkcije kosinus dobimo naslednje približke:
{\displaystyle x_{0}=1\,\!}
{\displaystyle x_{1}=0,54030\,\!}
{\displaystyle x_{2}=0,85755\,\!}
{\displaystyle x_{3}=0,65429\,\!}
{\displaystyle x_{4}=0,79348\,\!}
{\displaystyle x_{5}=0,70137\,\!}
Vidimo, da se razlika med zaporednima približkoma manjša, kar je znak, da zaporedje konvergira. Po večjem številu korakov dobimo približek:
{\displaystyle x_{20}=0,73918\,\!}
{\displaystyle x_{21}=0,73901\,\!}
Iz tega sklepamo, da so prve tri decimalke pravilne rešitve enake {\displaystyle x=0,739\,\!}. Če želimo izračunati rešitev na več decimalk natančno, postopek nadaljujemo.

## Drugi načini uporabe

### Iskanje ničel funkcije
Metodo navadne iteracije lahko uporabimo za iskanje ničel poljubne funkcije f, če enačbo f(x) = 0 najprej preoblikujemo v obliko x = g(x). To je po navadi možno na več načinov, vendar pa vsa preoblikovanja niso enako uspešna.
Zgled: Poiščimo ničle polinoma {\displaystyle p(x)=x^{3}-3x+5\,\!}.
- Polinom lahko preoblikujemo po naslednejm postopku:

{\displaystyle 0=x^{3}-3x+5\,\!}
{\displaystyle 3x=x^{3}+5\,\!}
{\displaystyle x={\frac {x^{3}+5}{3}}}
V dobljeno iteracijsko funkcijo {\displaystyle g(x)={\frac {x^{3}+5}{3}}} vstavljamo različne začetne približke in opazimo, da dobljeno zaporedje nikoli ne konvergira.
- Isti polinom lahko preoblikujemo tudi drugače:

{\displaystyle x^{3}-3x+5=0\,\!}
{\displaystyle x^{3}=3x-5\,\!}
{\displaystyle x={\sqrt[{3}]{3x-5}}}
Tako dobljena iteracijska funkcija :{\displaystyle g(x)={\sqrt[{3}]{3x-5}}} je uspešnejša. Pri različnih izbirah začetneg približka dobimo že po nekaj korakih ničlo na več decimalk natančno: 
{\displaystyle x=-2,279018786\,\!.}

### Reševanje enačbe oblikeh(x) =k(x)
Splošno enačbo oblike h(x) = k(x) lahko preoblikujemo z uporabo inverza funkcije h ali k (če obstajata). Tako dobimo dve obliki:
{\displaystyle x=h^{-1}(k(x))\,\!}
{\displaystyle x=k^{-1}(h(x))\,\!}
Praviloma vsaj ena od teh dveh metod (ob izbiri primernega začetnega približka) vodi k rešitvi.